# کاستلتو زوپرا تیچینو
کاستلتو زوپرا تیچینو (به ایتالیایی: Castelletto sopra Ticino) یک کومونه در ایتالیا است که در استان نووارا واقع شده‌است.

## خصوصیات
کاستلتو زوپرا تیچینو ۱۴٫۶ کیلومترمربع مساحت و ۱۰٬۲۵۹ نفر جمعیت دارد و ۲۲۶ متر بالاتر از سطح دریا واقع شده‌است.